# Corbières-en-Provence
Corbières-en-Provence (até 2018: Corbières) é uma comuna francesa na região administrativa da Provença-Alpes-Costa Azul, no departamento dos Alpes da Alta Provença. Estende-se por uma área de 19,06 km². Em 2010 a comuna tinha 1 228 habitantes (densidade: 64,4 hab./km²).